# Masahiko Sawaguchi
Masahiko Sawaguchi (japanisch 澤口 雅彦 Sawaguchi Masahiko; * 22. Juli 1985 in der Präfektur Ibaraki) ist ein japanischer Fußballspieler.

## Karriere
Sawaguchi erlernte das Fußballspielen in der Universitätsmannschaft der Ryūtsū-Keizai-Universität. Seinen ersten Vertrag unterschrieb er 2008 bei FC Ryukyu. Der Verein spielte in der dritthöchsten Liga des Landes, der Japan Football League. 2009 wechselte er zum Zweitligisten Fagiano Okayama. Für den Verein absolvierte er 232 Ligaspiele. 2019 wechselte er zu Ococias Kyoto AC.